# Ptyalin
Ptyalin er et enzym af typen α-amylase, som findes i spyt.
Det nedbryder stivelse til kortere kæder og ultimativt til maltose.
Ptyalin virker optimalt ved en pH på 5,6–6,9, og den bliver inaktiveret når føden bliver opblandet med det sure sekret fra mavesækken.
| Naturvidenskab | Spire Denne naturvidenskabsartikel er en spire som bør udbygges. Du er velkommen til at hjælpe Wikipedia ved at udvide den. |